# جاكي شونغ
جاكي شونغ,(بالصينية: 张学友) ممثل صيني,وهو المغني والممثل الشهير من هونغ كونغ والصين ، وكان يغني أغنية في عام 2006 دورة الألعاب الآسيوية بالدوحة.
تشيونغ معروف عنه الغنية الباريتون هو أيضا واحد من المطربين الأولى هونغ كونغ لإضافة نوعية الصخور ولفة لصوته ، نقلا عن المطربين مثل التون جون وباري مانيلو وبيلي جويل والمؤثرات الرئيسية. لديه أيضا جربت أنواع مختلفة من الصخور ، مثل موسيقى الروك البديل ، الجرونج الخفيفة والفن الصخري. تزوج من الممثلة هونغ كونغ أيار / مايو لو مى مى في 15 فبراير ، 1996 في لندن. ومعه ابنتاه.

## روابط خارجية
- جاكي شونغ على موقع IMDb (الإنجليزية)
- جاكي شونغ على موقع ميتاكريتيك (الإنجليزية)
- جاكي شونغ على موقع روتن توميتوز (الإنجليزية)
- جاكي شونغ على موقع ألو سيني (الفرنسية)
- جاكي شونغ على موقع ميوزك برينز (الإنجليزية)
- جاكي شونغ على موقع أول موفي (الإنجليزية)
- جاكي شونغ على موقع قاعدة بيانات الأفلام السويدية (السويدية)
- جاكي شونغ على موقع إن إن دي بي (الإنجليزية)
- جاكي شونغ على موقع أول ميوزيك (الإنجليزية)
- جاكي شونغ على موقع ديسكوغز (الإنجليزية)